# Bucegi (pohoří)
Bucegi [bučedž] je nejvýchodnější pohoří Jižních Karpat. Nachází se ve středním Rumunsku, na jih od města Brašov. Jeho nejvyšším bodem je hora Omu, jejíž vrchol se nachází 2507 metrů nad mořem. Bucegi sousedí s pohořími Fagaraš a Piatra Craiului.
Z geologického hlediska je pohoří především vápencové, tudíž se v něm nacházejí krasové útvary, jeskyně, soutěsky, závrty, zvětraliny a skály, k nejznámějším patří tzv. Baby (rumunsky Babele) a Sfinx (rumunsky Sfinxul), oblíbené turistické cíle. Typickým je též kontrast mezi strmými východními, severními i západními svahy a mírně zvlněnou náhorní plošinou hlavního hřbetu.
Důležitým turistickým bodem je obec Sinaia, ze které jezdí kabinová lanovka do dvou stanic. Na vrcholu hory Caraiman se nachází pamětní kříž obětem první světové války.
Rumuni věří, že Bucegi bylo ve starých Dáckých mýtech nazýváno Kogaion. To bylo sídlem nejvyššího dáckého boha Zamolxise.